# Línea 1 del Metro de São Paulo
La Línea 1 - Azul es una de las seis líneas que conforman el Metro de São Paulo, en Brasil, y una de las trece líneas que conforman la Red Metropolitana de Transporte de São Paulo. Comprende el tramo definido por las estaciones Tucuruvi y Jabaquara. Esta fue la primera línea construida por el Metro, iniciada a finales de la década de 1960 e inaugurada a comienzos de los años 70. Esta fue también la primera línea de metropolitano en ser construida en el Brasil.

## Historia
Originalmente denominada Línea Norte-Sur, la Línea 1 del Metro de São Paulo comenzó a ser construida el 14 de diciembre de 1968. Su operación comercial comenzó el 14 de septiembre de 1974, con los trenes circulando en sus primeros siete kilómetros, entre las estaciones Jabaquara y Vila Mariana. En este primer tramo, el servicio al público estaba habilitado desde las 10 a las 15 horas.
La elección de este trazado fue incentivada por la inexistencia de alternativas de transporte colectivo ferroviario para los habitantes de Santana y Jabaquara, como también para descongestionar el ya complicado tránsito en el Centro de la capital Paulista. El consorcio que ganó la licitación para la construcción de la línea fue el HMD, una asociación de dos empresas alemanas (Hochtief y Deconsult) y la Brasileña Montreal. Este consorcio aplicó las más nuevas tecnologías disponibles en la época, como trenes de acero inoxidable, sistema automático de control y señalización de los trenes, tercer riel biometálico, tracción eléctrica de los coches y electrónica de potencia, convirtiendo al Metro de São Paulo en uno de los más veloces y modernos en el mundo.
En el día 1º de marzo de 1975 la Línea 1-Azul del Metro llegó al centro de la ciudad, con la inauguración de la estación Liberdade. El 26 de septiembre de 1975 la Línea 1, con 16,7 kilómetros de extensión, desde Jabaquara a Santana, comenzó a funcionar, operando comercialmente de 6:00 a 20:30. Estaba finalizada la primera línea de metro paulistana, con 16,7 km de extensión y 20 estaciones.

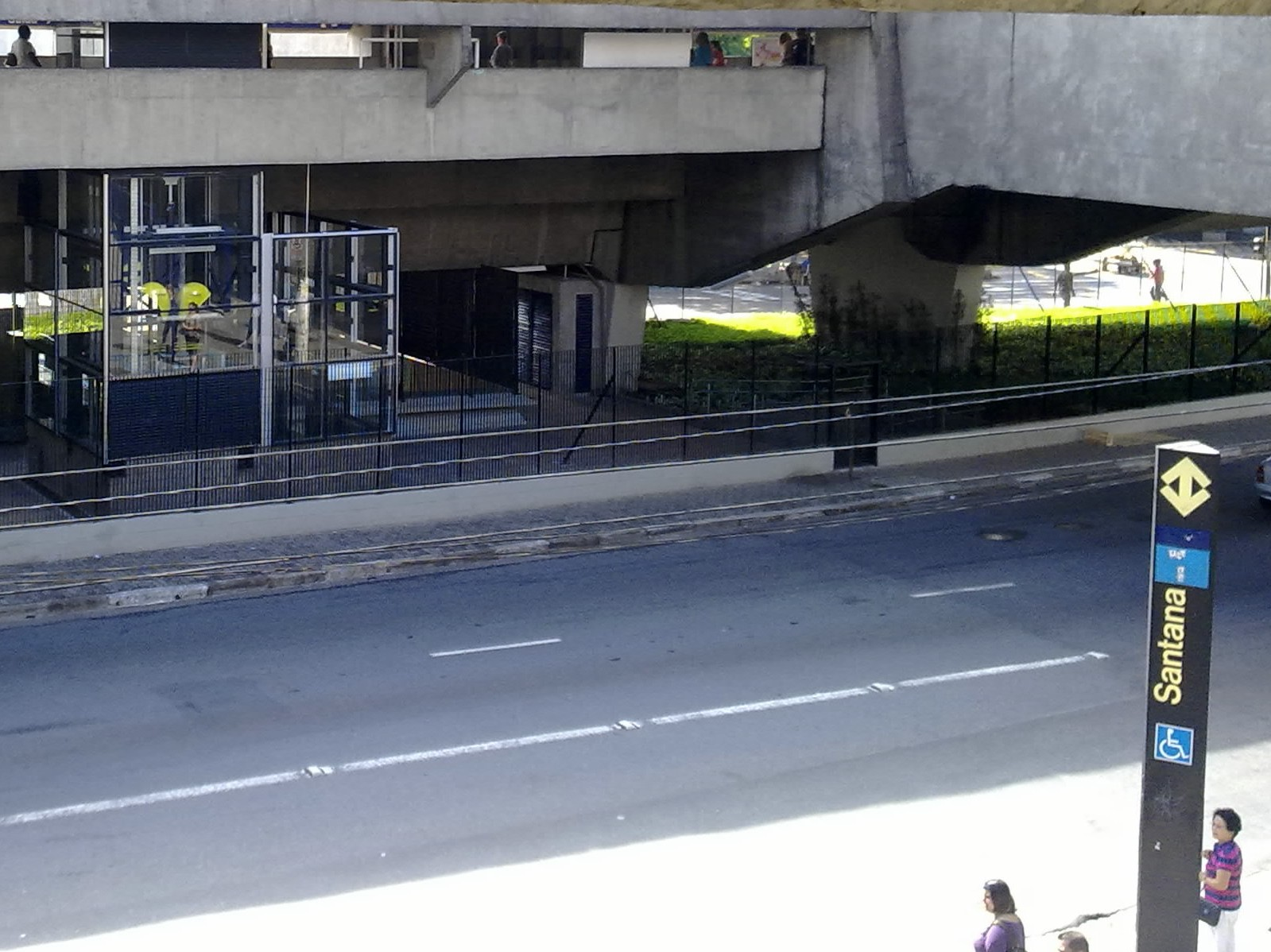
Estación Santana.

El 17 de febrero de 1978 fue inaugurada la estación Sé, la mayor del sistema metro viario de São Paulo. Esa estación interconecta, desde marzo de 1979, las líneas 1-Azul y 3-Roja (Palmeiras-Barra Funda ↔ Corinthians-Itaquera) y recibe diariamente cerca de 800 mil personas.

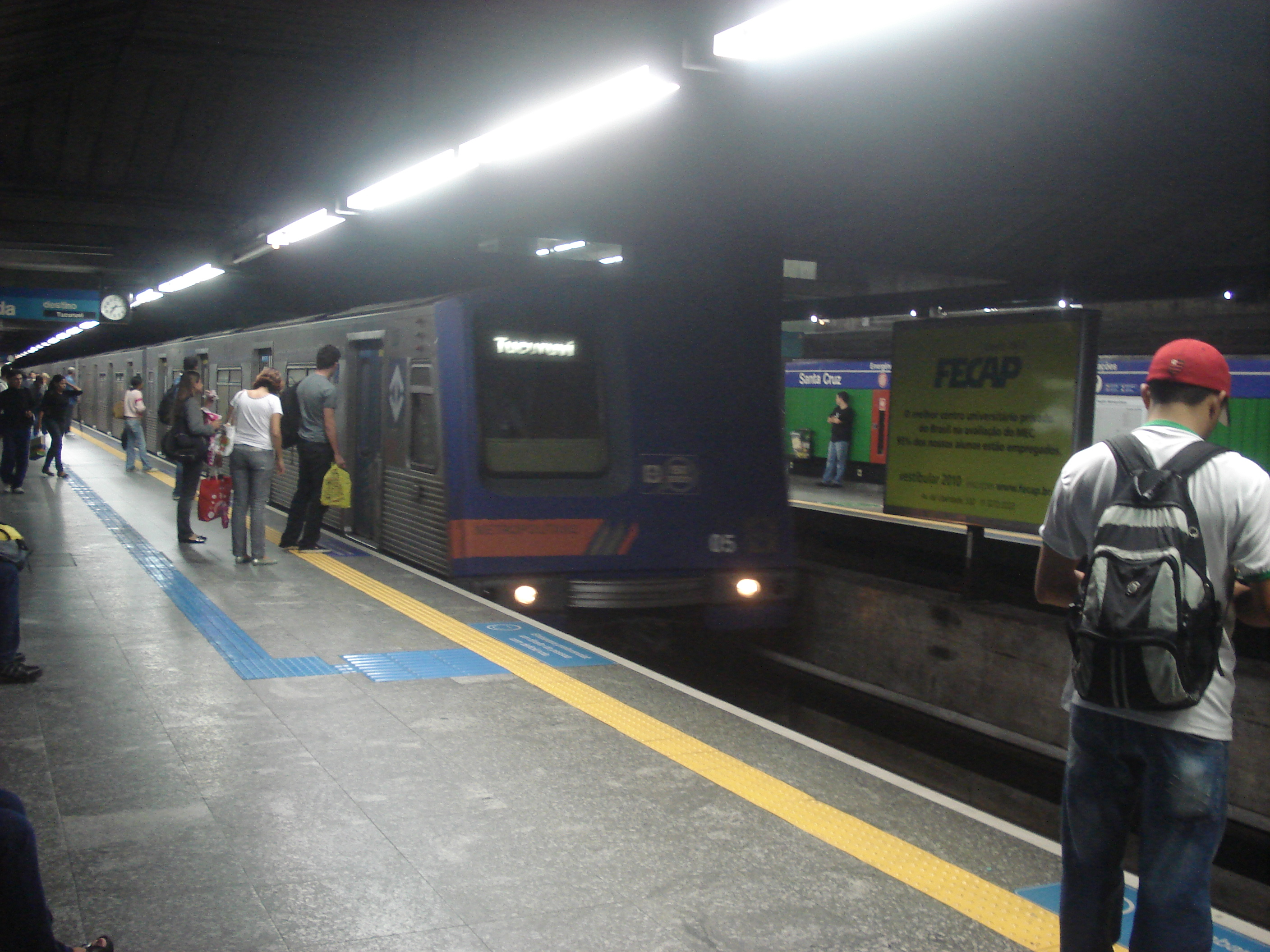
Tren Budd-Mafersa parando en la Estación Santa Cruz.

La línea operaba con intervalos de 125 segundos entre los trenes hasta mediados de la década de 1980, pero la construcción de un túnel de extensión para maniobras de los trenes después de la Estación Santana permitió que se bajara este intervalo para noventa segundos en 1985, lo que colocó al metro paulistano entre los más eficientes del mundo en la época.
Este túnel ya estaba planificado desde 1980 y causó aprensión en el vecindario, que se habían sentido incomodados por las obras de la Estación Santana, pero esa preocupación terminó siendo infundada en relación con el túnel, pues, sin obras a cielo abierto, casi nadie que no estuviera envuelto percibió la construcción.

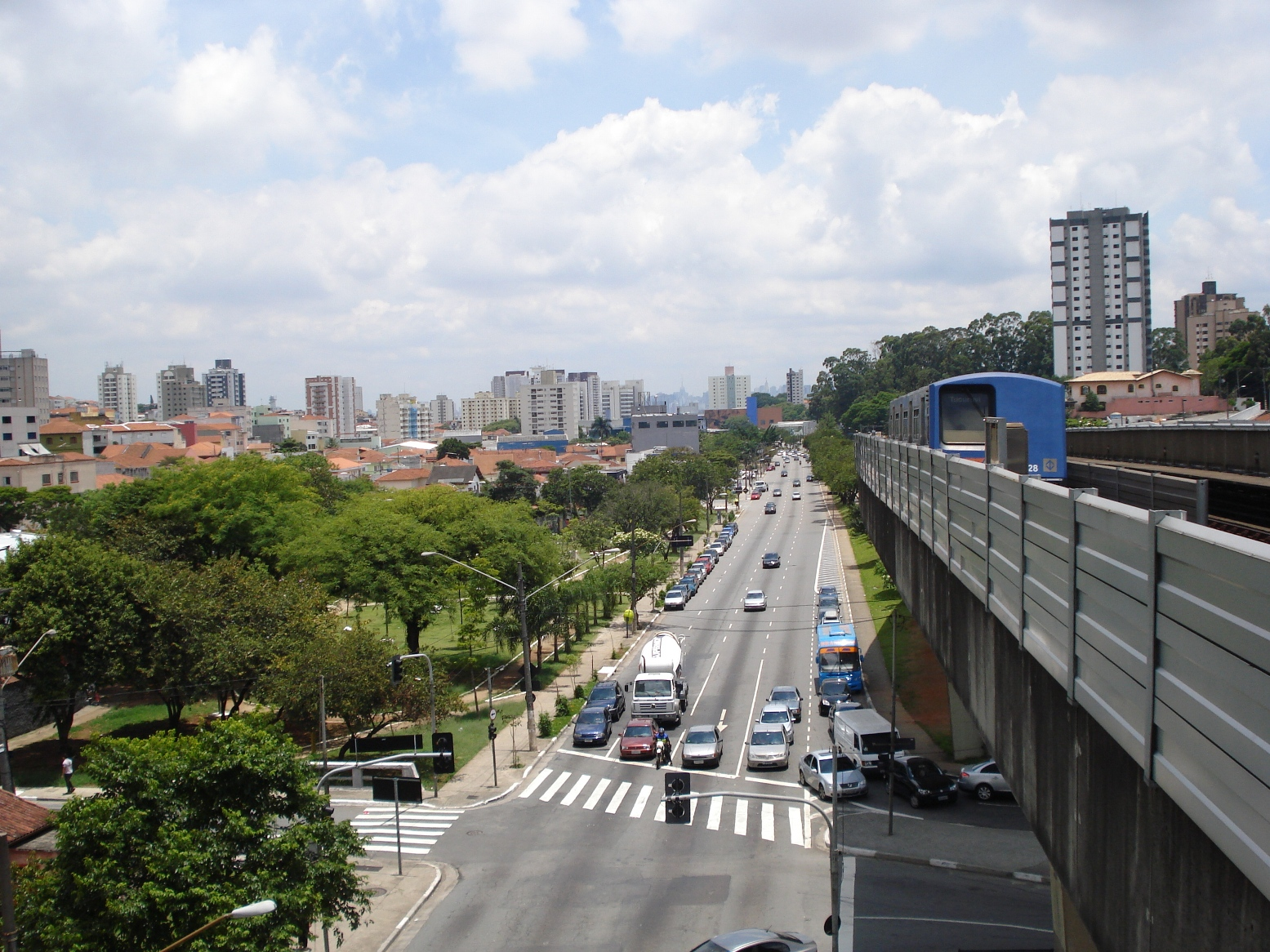
Expansión de 1998.

Como mucho hubo un extraño síntoma por parte de los pobladores al ver a los funcionarios de la obra conmemorando la presencia de cucarachas al abrir las tapas de las alcantarillas — esto significaba que había oxígeno en las galerías, algo que facilitaría bastante el trabajo. Todavía se preveía, además de la extensión de la línea hasta Tucuruvi, la llegada a Jaçanã, desde donde partiría un trolebús para hacer una conexión con el Aeropuerto de Cumbica.
El 25 de enero de 1991, aniversario de la ciudad, la línea 1 del Metro pasó a integrarse con la Línea 2-Verde, que funcionaba inicialmente de la estación Paraíso a la estación Consolação.
En 1998 fue entregado a la población la Extensión Norte, que agregó a la Línea 1-Azul 3,5 km más de vías y 3 nuevas estaciones: Jardim São Paulo, Parada Inglesa y Tucuruvi. Esta expansión tuvo como objetivo descongestionar el alto flujo de pasajeros en la Estación Santana, que venía generando continuamente varios problemas operativos.

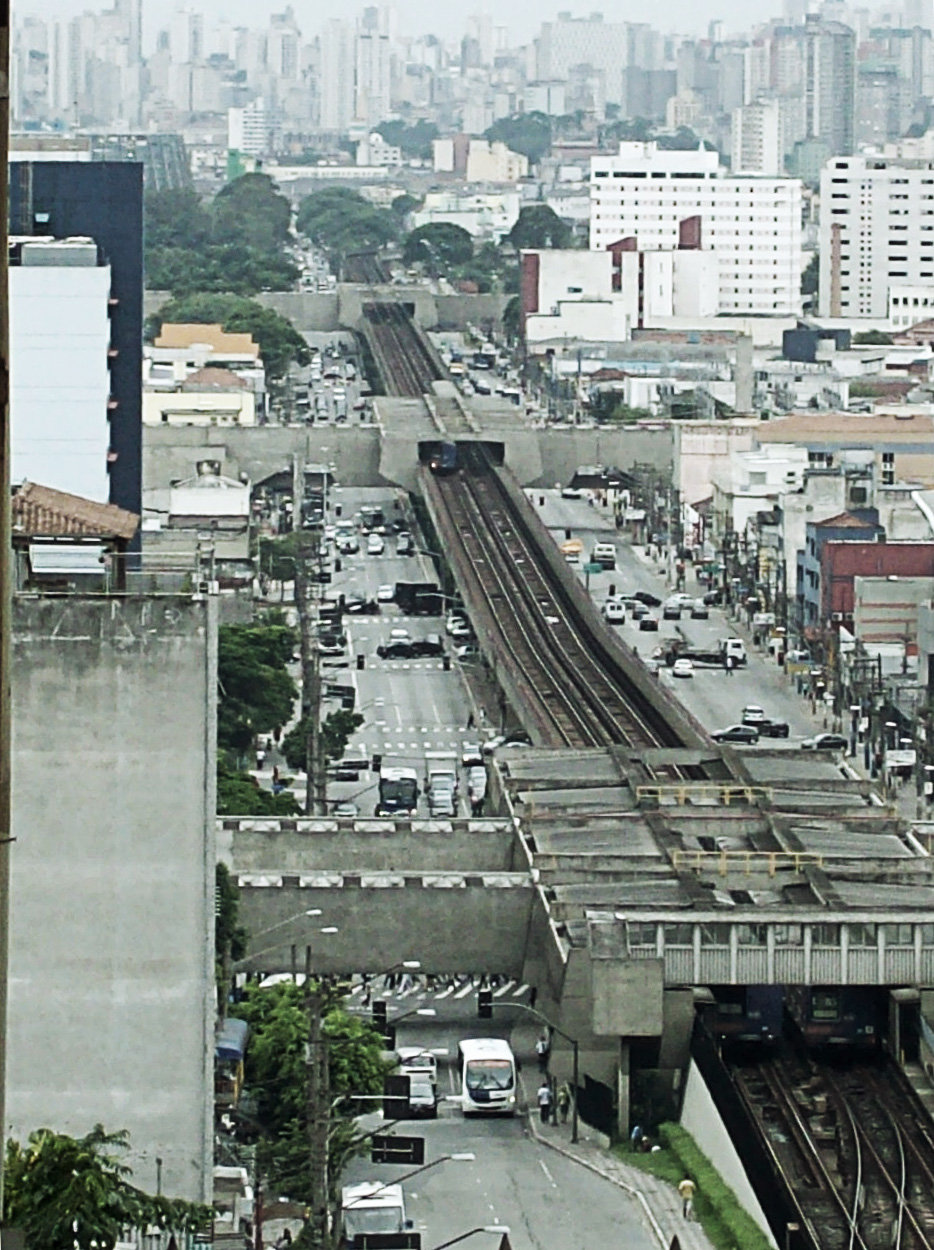
Línea elevada vista desde el distrito de Santana.

Actualmente, la línea 1 del Metro cuenta con 20,2 kilómetros de líneas y 23 estaciones transportando diariamente más de 1,1 millones de personas, siendo la segunda línea que transporta más pasajeros, solo por debajo de la Línea 3-Roja. El actual record en el número de pasajeros transportados por la línea 1 fue obtenido el 7 de noviembre de 2008 con la marca de 1 469 191 personas.

## Datos importantes
- 14 de diciembre de 1968: Inicio de las obras de la Línea 1-Azul, de Santana a Jabaquara.
- 14 de septiembre de 1974: Jabaquara ↔ Vila Mariana.
- 17 de febrero de 1975: Vila Mariana ↔ Liberdade.
- 26 de septiembre de 1975: Liberdade y São Bento ↔ Santana.
- 17 de febrero de 1978: Estación de la Plaza Sé finalizada.
- 29 de abril de 1998: Santana ↔ Tucuruvi.
- 4 de julio de 2022: Inicio de la operación con el moderno sistema CBTC para control automático de trenes, en fase de pruebas, en sustitución del sistema original ATC. También comienzan a funcionar las puertas de andén en dicha línea.[2]

## Características de las estaciones
Línea elevada entre Parada Inglesa e Armenia (excepto Jardim São Paulo) y subterránea entre Tiradentes y Jabaquara. La Estación Tucuruvi está semienterrada con la entrada a la estación en la superficie.
| Sigla | Estación                    | Integración | Plataformas            | Posición        | N.º de embarques diarios       | Distrito     |
| ----- | --------------------------- | --- | ---------------------- | --------------- | ------------------------------ | ------------ |
| TUC   | Tucuruvi                    | En proyecto, la integración con el corredor Guarulhos/Tucuruvi de la EMTU | Laterales              | Semisubterranea | 55000                          | Tucuruvi     |
| PIG   | Parada Inglesa              | Terminal urbana | Laterales              | Elevada         | 16000                          | Tucuruvi     |
| JPA   | Jardim São Paulo            | Terminal de Ómnibus | Central                | Subterránea     | 13000                          | Santana      |
| SAN   | Santana                     | Terminal Santana | Laterales              | Elevada         | 57000                          | Santana      |
| CDU   | Carandiru                   | Terminal de Ómnibus | Laterales              | Elevada         | 13000                          | Santana      |
| TTE   | Portuguesa-Tietê (ex Tietê) | Terminal Rodoviário Tietê | Laterales              | Elevada         | 51000                          | Santana      |
| PPQ   | Armênia (ex Ponte Pequena)  | Terminal Intermunicipal de EMTU (Ómnibus para Guarulhos, Arujá y Santa Isabel)                                                                                                | Laterales              | Elevada         | 25000                          | Bom Retiro   |
| TRD   | Tiradentes                  | | Central                | Subterránea     | 18000                          | Bom Retiro   |
| LUZ   | Luz                         | Líneas 7, 10 , 11 y futuro con la 14 y la Línea 4 - Amarilla | Laterales y Central    | Subterránea     | 118000                         | Bom Retiro   |
| BTO   | São Bento                   | Terminal Correo | Laterales sobrepuestas | Subterránea     | 75000                          | Sé           |
| PSE   | Sé                          | Línea 3-Roja | Lateral y Central      | Subterránea     | 35000 (solamente Línea 1 Azul) | Sé           |
| LIB   | Liberdade                   | | Laterales              | Subterránea     | 25000                          | Sé           |
| JQM   | São Joaquim                 | Planificada integración con la próxima Línea 6-Naranja | Laterales              | Subterránea     | 41000                          | Liberdade    |
| VGO   | Vergueiro                   | | Laterales              | Subterránea     | 27000                          | Liberdade    |
| PSO   | Paraíso                     | Línea 2-Verde | Laterales sobrepuestas | Subterránea     | 32000 (solamente Línea 1 Azul) | Vila Mariana |
| ANR   | Ana Rosa                    | Línea 2-Verde y Terminal urbana | Central                | Subterránea     | 33000 (solamente Línea 1 Azul) | Vila Mariana |
| VMN   | Vila Mariana                | Terminal Urbano | Laterales              | Subterránea     | 28000                          | Vila Mariana |
| SCZ   | Santa Cruz                  | Línea 5 - Lila y Terminal urbana | Laterales              | Subterránea     | 59000                          | Vila Mariana |
| ARV   | Praça da Árvore             | | Laterales              | Subterránea     | 22000                          | Saúde        |
| SAU   | Saúde                       | | Laterales              | Subterránea     | 33000                          | Saúde        |
| JUD   | São Judas                   | Futura integración con la Línea 17 - Oro | Laterales              | Subterránea     | 22000                          | Saúde        |
| CON   | Conceição                   | Terminal urbana | Laterales              | Subterránea     | 35000                          | Jabaquara    |
| JAB   | Jabaquara                   | Corredor Metropolitano São Mateus - Jabaquara - EMTU (paga), Terminal Rodoviário de Jabaquara, Ponte Orca Zoo, terminal de Ómnibus y Futura integración con la Línea 17 - Oro | Laterales              | Subterránea     | 84000                          | Jabaquara    |

## Ramal Moema

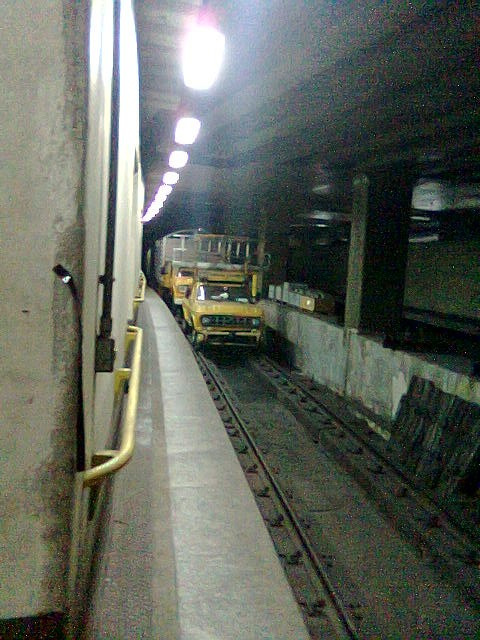
Ramal Moema

Cuando el metro fue proyectado, en 1968, se previó la inclusión, además de la línea Norte-Sur (Actual línea 1-Azul), de dos ramales: Ramal Paulista (Actual línea 2-Verde) y Ramal Moema.
El ramal Moema partiría desde la estación Paraíso e iría en paralelo a la Avenida 23 de Mayo hasta Moema. Pero, el proyecto fue cancelado. Con todo esto, cerca de 200 metros del ramal fueron construidos, y el tramo donde este comenzaría en la estación Paraíso existe hasta hoy. En la plataforma sentido Tucuruvi (línea 1), yendo hasta el comienzo de la plataforma, es posible observar, a la izquierda, dos líneas de granito y dos líneas amarillas en el medio del suelo, semejantes a las que están antes de las vías de los trenes. Entre estas líneas, existe el piso de goma negra estándar del Metro.
Este piso es en realidad una cerca que se encuentra encima de los rieles existentes del ramal, que terminan en el final de la estación. Pero, la vía no posee el 3º riel, no permitiendo el estacionamiento de trenes. Al comienzo de la plataforma, una pared separa el resto del ramal. Dentro de esta pared están las dos vías del ramal, que se encuentran con la línea 1 después de pasar la estación Paraíso, sentido Tucuruvi. Este tramo actualmente es usado para el estacionamiento de máquinas de mantenimiento del metro.

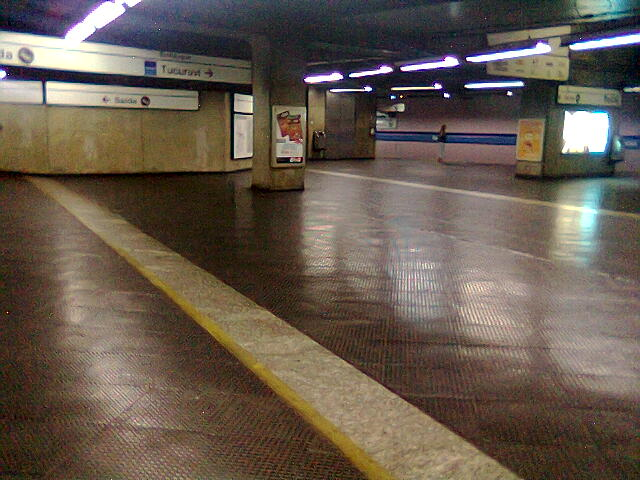
Vista del ramal en la Estación Paraíso.

Para quien quiera observar el rama, es posible ver un tramo del mismo sentido Jabaquara, antes de la estación Paraíso, a la izquierda del tren y sentido Tucuruvi, pasando la estación Paraíso, a la izquierda del tren también.

## Accidentes
En la línea 1-Azul, sucedió el primer descarrilamiento de un tren de metro transportando pasajeros. En 1999, un tren que estaba saliendo de la estación Santana sentido Tucuruvi tuvo su disco de freno suelto en una de sus ruedas cerca de la entrada al túnel. El disco actuó como cuña, llevando el vehículo 1025 fuera de los rieles, expulsándolo contra la plataforma de emergencia lateral. Como estaba a baja velocidad, el tren paró inmediatamente, y nadie se lastimó. Los daños en la composición 02 de dicho tren fueron pequeños, pero, debido a problemas con la reposición de piezas, el vehículo solo volvió a operar dos años después.

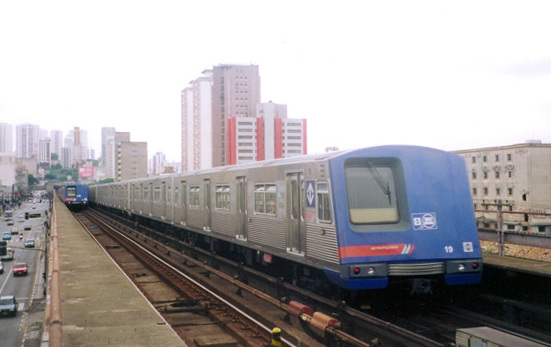
Tren de la línea pasando por el centro de Santana.

## Modificación de nombres
La Estación Armênia se llamaba "Ponte Pequena" hasta 1987. En 2006, la estación Tietê tuvo su nombre modificado para "Portuguesa-Tietê", así como la estación Itaquera para "Corinthians - Itaquera", Barra Funda para "Palmeiras - Barra Funda", Bresser para "Bresser - Mooca". Ya en 2008 la estación Inmigrantes tuvo su nombre modificado para Santos - Inmigrantes (Línea 2 - Verde) en homenaje al equipo de fútbol de la Vila Belmiro y la estación Morumbi cambio para "São Paulo - Morumbi" a fines del 2007, debido a las proximidades del Estádio Morumbi, perteneciente al equipo de fútbol São Paulo.